# Rita de Koning
Rita de Koning (Lebensdaten unbekannt) ist eine ehemalige niederländische Fußballspielerin. 

## Karriere

### Vereine
De Koning gehörte dem KBC Duisburg als Abwehrspielerin an, mit dem sie zwei deutsche Titel gewann.
Ihren ersten gewann sie am 8. Mai 1983 im Stadion am Bornheimer Hang in Frankfurt am Main beim 3:0-Sieg über den FSV Frankfurt. Ihr zweites DFB-Pokal-Finale bestritt sie am 26. Mai 1985 im Berliner Olympiastadion erneut gegen den FSV Frankfurt, der diesmal die Begegnung mit 4:3 im Elfmeterschießen für sich entschied. In der Meisterschaft, die mit dem Achtelfinale bereits am 16. Mai 1985 gestartet war, konnte ihre Mannschaft noch auf den Titel hoffen, hatte man doch den BFC Meteor 06 nach Hin- und Rückspiel mit 9:1 besiegt. Nachdem auch der SC Klinge Seckach mit 7:0 und 2:0 aus dem Viertelfinale aus dem Wettbewerb ausscheiden musste, gewann ihre Mannschaft auch gegen den amtierenden Meister SSG 09 Bergisch Gladbach beide Halbfinalbegegnungen mit jeweils 2:1. Das Finale, das am 30. Juni 1985 im Stadion an der Westender Straße, der Vereinsanlage des MSV Duisburg, ausgetragen wurde, entschied ihre Mannschaft gegen den FC Bayern München durch das Tor von Anja Klinkowski in der 76. Minute.

### Auswahl-/Nationalmannschaft
Als Spielerin der Auswahlmannschaft des Fußballverbandes Niederrhein gewann sie zudem das Finale um den Länderpokal gegen die Auswahlmannschaft des Fußballverbandes Rheinland, die am 21. April 1985 in Krefeld mit 2:0 bezwungen werden konnte, wie auch die des Fußball- und Leichtathletik-Verbandes Westfalen am 13. April 1986 in Siegen mit 1:0 und auch am 12. April 1987 in Düsseldorf mit 4:1 im Elfmeterschießen.
Für die Niederländische Nationalmannschaft bestritt sie das am 2. April 1998 in Rheine mit 1:2 verlorene WM-Qualifikationsspiel der Gruppe 3 gegen die Nationalmannschaft Deutschlands; dabei unterlief ihr das Eigentor zum Endstand.

## Erfolge
Auswahlmannschaft Niederrhein
- Länderpokal-Sieger 1985, 1986, 1987

KBC Duisburg
- Deutscher Meister 1985
- DFB-Pokal-Sieger 1983, -Finalist 1985